# Fernandão
Fernando Lúcio da Costa, mer känd som Fernandão, född 18 mars 1978 i Goiânia, död 7 juni 2014 i Aruanã i Goiás, var en brasiliansk fotbollsspelare.
Fernandão spelade en landskamp för Brasiliens landslag under 2005. Han var med och vann Copa Libertadores 2006 med Internacional samt även klubblags-VM samma år.
Den 7 juni 2014 avled Fernandão i en helikopterkrasch i Aruanã, Brasilien.